# Ichneumon melanoleucos
Ichneumon melanoleucos là một loài tò vò trong họ Ichneumonidae.